# Allarme di Minière

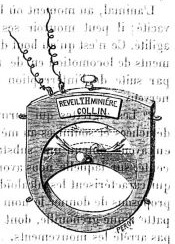
Disegno dell'allarme, fatto dallo stesso Minière nella pubblicazione in cui lo proponeva per la terapia della spermatorrea (1877).

L'allarme di Minière è stato uno strumento utilizzato nel passato nel trattamento della spermatorrea.

## Storia
Venne inventato nel XIX secolo da Théodore Minière e assomigliava alla ghigliottina. Lungo circa una decina di centimetri, l'allarme era un oggetto elettrificato provvisto di un foro centrale, in cui veniva infilato il pene, e sormontato da una lama. Qualora l'organo si fosse inturgidito, la lama si sarebbe sollevata, permettendo a due punte di penetrare nella cute, chiudere il circuito e dare una scossa elettrica al paziente.